# بيل فروند
بيل فروند (بالإنجليزية: Bill Freund)‏ هو دراج أمريكي، ولد في 26 مايو 1941 في ديترويت في الولايات المتحدة.

## وصلات خارجية
- بيل فروند على موقع أرشيف الدراجات (الإنجليزية)
- بيل فروند على موقع أوليمبيديا (الإنجليزية)